# Zhangqi (sockenhuvudort i Kina, Zhejiang Sheng, lat 30,12, long 121,45)
Zhangqi är en sockenhuvudort i Kina. Den ligger i provinsen Zhejiang, i den östra delen av landet, omkring 120 kilometer öster om provinshuvudstaden Hangzhou. Antalet invånare är 66 274. Befolkningen består av 32 620 kvinnor och 33 654 män. Barn under 15 år utgör 11,0 %, vuxna 15-64 år 80 %, och äldre över 65 år 8,0 %.
Runt Zhangqi är det mycket tätbefolkat, med 2 028 invånare per kvadratkilometer. Närmaste större samhälle är Guanhaiwei, 7,7 km nordväst om Zhangqi. I omgivningarna runt Zhangqi växer i huvudsak blandskog.
Genomsnittlig årsnederbörd är 2 009 millimeter. Den regnigaste månaden är juni, med i genomsnitt 360 mm nederbörd, och den torraste är januari, med 60 mm nederbörd.